# وریلاگ
وریلاگ (به انگلیسی: Verilog)، استاندارد شده به عنوان «IEEE 1364»، یک زبان توصیف سخت‌افزار (HDL) است که برای مدل‌سازی سیستم الکترونیک‌ها استفاده می‌شود. معمولاً در طراحی و تأیید مدارهای دیجیتال در سطح ثبت-انتقال انتزاع استفاده می‌شود. همچنین در تأیید مدارهای آنالوگ و مدارهای سیگنال مختلط و همچنین در طراحی مدارهای ژنتیکی استفاده می‌شود.
در سال ۲۰۰۹، استاندارد وریلوگ (IEEE 1364-2005) در استاندارد SystemVerilog ادغام شد و استاندارد IEEE 1800-2009 را ایجاد کرد. از آن زمان، وریلوگ رسما بخشی از زبان SystemVerilog است. نسخه فعلی استاندارد IEEE 1800-2017 است.